# Ampulex compressa
Ampulex compressa (Fabricius, 1781) è un'Aculeata della famiglia Ampulicidae, nota sia in inglese (jewel wasp) che in tedesco (juwelwespe) come "vespa gioiello" a causa della sua colorazione intensa. Non è comunque una vespa, ma è più simile ad un'ape, e infatti fa parte della superfamiglia Apoidea. 

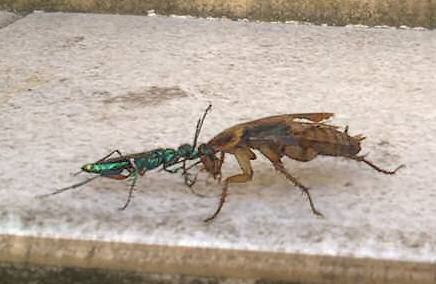
Ampulex che guida l'insetto addestrato

È un'aculeata solitaria, di colore smeraldo, che ha la caratteristica di iniettare neurotossine che inibiscono il riflesso di fuga in insetti anche più grossi di lei, insetti che poi trascina nel nido depositando su di essi le proprie uova; il corpo dell'insetto, ancora vivo ma intrappolato nel nido dalla vespa, viene successivamente divorato dalle larve.